# Cargolia
Cargolia is een geslacht van vlinders van de familie spanners (Geometridae), uit de onderfamilie Ennominae.

## Soorten
- C. albipuncta Schaus, 1901
- C. arana Dognin, 1895
- C. carmelita Covell, 1964
- C. dardania Druce, 1900
- C. muscosa Dognin, 1911
- C. pruna Dognin, 1892
- C. salapia Druce, 1900
- C. semialbata Warren, 1905
- C. toulgoeti Herbulot, 1988